# Наварро, Роберт (футболист)
Роберт Наварро Муньос (исп. Robert Navarro Muñoz; 12 апреля 2002, Барселона, Испания) — испанский футболист, полузащитник  клуба «Реал Сосьедад» и молодежной сборной Испании.

## Клубная карьера
Наварро — воспитанник клубов «Осасуна» и «Барселона». Летом 2018 года Роберт подписал контракт с французским «Монако». 6 января 2019 года в матче Кубка Франции против «Кане Руссийона» он дебютировал за основной состав. Летом того же года Наварро вернулся в Испанию, подписав соглашение на 3 года в клубом «Реал Сосьедад». 16 декабря в матче против «Барселоны» он дебютировал в Ла Лиге.

## Международная карьера
В 2019 году в составе юношеской сборной Испании Наварро принял участие в юношеском чемпионате Европы в Ирландии. На турнире он сыграл в матчах против команд Венгрии, Нидерландов, Австрии и Германии. В поединке против австрийцев Роберт забил гол.
В том же году Наварро принял участие в юношеском чемпионате мира в Бразилии. На турнире он сыграл в матчах против команд Аргентины, Таджикистана, Камеруна, Сенегала и Франции. 